# قدم‌خیر
قدم‌خیر قلاوند دختر کیخاقنی از طایفه قلاوند ایل بالاگریوه در بخش الوار اندیمشک و از زنان مبارز اواخر قاجار و اوایل حکومت پهلوی اول بود.

## زندگی
قدم‌خیر متولد ۱۲۷۸ در بخش الوار شهرستان اندیمشک در میان عشایر قلاوند بود. پدرش کیخا قأنی (کدخدا قندی) ریاست طایفه قلاوند را به عهده داشت و مادرش جواهر، همسر اول کدخدا قأنی بود. بواسطه زندگی در خانواده بزرگ طایفه، دانش مردم‌داری و نیز مهارت‌های سوارکاری و تیر و تفنگ را با شایستگی فراگرفت. تنها فرزند او پسری به نام محمدخان از شوهرش صف‌قلی قلاوند بود. شوهر وی صف‌قلی قلاوند در نبرد با ارتش وقت ایران کشته شد.

## اشتهار قدم‌خیر
قدم‌خیر زنی دلاور، رشید و جنگجو بود که در هنگام هجوم نیروهای رضاشاه برای سرکوب عشایر (۱۳۱۱–۱۳۰۵ هجری شمسی) به سبب رشادت‌های زیاد از جمله مبارزه مسلحانه در کنار برادرانش و کمک به رساندن خوراک و تجهیزات نبرد به نیروهای جنگی عشایری شهرت بسیاری پیدا کرد. این نبردها به کشته شدن شوهرش صف‌قلی خان و دو برادرش انجامید و اگرچه این جنگ‌ها نهایتاً به شکست عشایر انجامید، دلاوری‌های قدم‌خیر و همراهی دوشادوش او با جنگاوران عشایر و ویژگی‌هایی مانند وفاداری و ذلت ناپذیری از او درمیان مردم لر چهره‌ای محبوب و افسانه‌ای ساخته‌است.
فریا استارک از سیاحان خارجی‌، نویسنده کتاب «‌سفرنامه لرستان و ایلام و الموت»، در بخش سفر به لرستان درباره قدم‌خیر می‌نویسد: «داستان قدم‌خیر یعنی زنی که پنج سال قبل با دولت جنگیده بود را برایم بازگفت و روایت می‌کرد که قدم‌خیر زنی زیبا بوده‌است که با پسرعموی خود ازدواج کرده بود، زن و شوهر عادت داشته‌اند که با هم به جنگ دشمنان بروند. قدم‌خیر مانند مردان ایل سوار بر اسب تیراندازی می‌کرد». وقتی که گوینده لر شجاعت‌های قدم‌خیر را با آن همه برازندگی و زیبائی و دلاوری می‌ستاید، شنونده به یاد حماسه گردآفرید شاهنامه حکیم طوسی می‌افتد.
| قدم‌خیر دو هار میا میلش وه قیه |  | تفنگچی ده میدونش خوشی نییه    |
| قدم‌خیر دو هار میا میلش و جنگه |  | آلمانی دو پیچ سوهش پر د شنگه  |
| مال بوه قدم‌خیر ده کوس و کاوه  |  | چشیاکش چی بطری پر ده شراوه    |
| قدم‌خیر قدم زنه دمین گلالو     |  | سر زینش برف گرت سوه اش د بارو |
| کولای سیت بونم دو بلگ پینه    |  | چیشات د نازکی افتو نینه       |
| کلنجه زرین کردیسه وری         |  | بورِن سِیل کَنی دل آیمه میری     |
| سرداری ژه ور کچکله ژنی        |  | بالابرز رنگین سرونی سری       |

ترجمه:
- لباس سرداری به تن این زن زیبا روی است و خوش قدو بالا با گلونی زیبایش

## درگذشت
بانو قدم‌خیر قلاوند، در سال ۱۳۱۲ هجری شمسی چهارسال پس از کشته شدن برادران و شوهرش در شوش درگذشت و در گورستانی کنار پل قدیم دزفول به خاک سپرده شده‌است.